# 处决小队

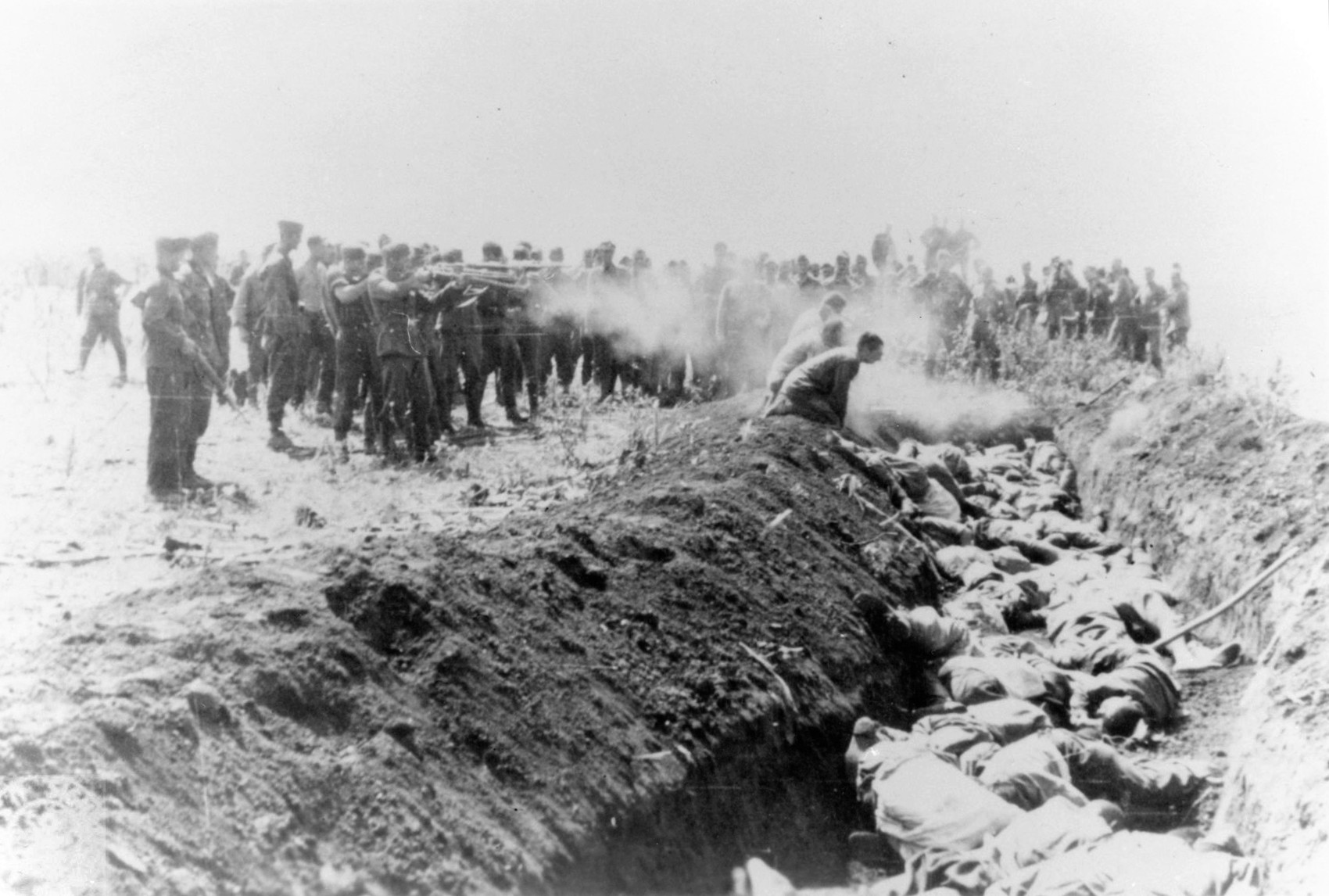
1941年，德国的处决小队正在殺死蘇聯平民

处决小队是在政治迫害、种族灭绝、种族清洗時專門進行法外处决或强迫失踪的一群人。处决小队有别于暗杀，因为他们在處決時可能是正大光明地殺人，而且受害者人数更多，通常为数千人或更多，而且受害人大多不是知名人士。处决小队在殺人時可能還會强奸、施加酷刑、纵火或爆炸。 处决小队一般為秘密警察、准军事民兵团体、士兵、警察。

## 名词
尽管“处决小队”一词直到1970年代和80年代在中美洲和南美洲广为人知后才声名狼藉，但在整个历史上，处决队一直以不同的名义被使用。例如罗马尼亚铁卫团，保罗·奥萨雷斯在阿尔及尔战役中也使用了它。

### 冷战时期
冷战时期，巴西是第一个采用“处决小队”的拉美国家，被称为“Esquadrão da Morte ”（葡萄牙语：死亡小队），1970年代传播至智利和阿根廷，后在1980年代传播至中美洲国家。阿根廷軍政府在肮脏战争中运用处决队镇压共产党和自由派分子。例如极右翼恐怖组织阿根廷反共聯盟。智利軍政府在兀鹰行动中也利用处决队镇压异见人士。
在萨尔瓦多内战中,处决队刺杀奥斯卡·罗梅罗大主教，滥杀无辜，绑架杀害外国人员，刺杀解放神学的牧师鲁蒂利奥·格兰德神父等一系列行为令他们声名狼藉。这些事件在美国引起了愤怒。并导致卡特在总统任期结束时暂时中断对萨尔瓦多政府的军事援助。而在里根时代，处决队又恢复了活动。
洪都拉斯的3-16營，也被用于执行处决和刺杀。
在越南战争的春节攻势中被抓获的负责刺杀南越警察及其家属的越共部队指挥官阮文敛被警察总长阮玉鸾法外处决。